# Pierre Denis de La Châtre
Pour les articles homonymes, voir La Châtre.
Pierre Denis de La Châtre  (7 novembre 1763 - Issoudun †  27 juillet 1820 - Issoudun), était un militaire français des XVIIIe et XIXe siècles.
Issu d'une famille d'Issoudun qui revendiquait une origine commune avec la famille de La Châtre, le colonel de La Châtre appartenait à une famille modeste au XVIIIe siècle. Jeune engagé des armées royales, il ne put accéder à l'épaulette d'officier à cause des contraintes de l'édit de Ségur et ce, malgré le soutien de son mestre de camp : le comte de La Châtre-Nançay. Proposé en 1786 pour une sous-lieutenance au bataillon d'Afrique (où les quatre degrés de noblesse n'étaient pas obligatoires), il refusa pour rester en France. La Révolution le propulsa au grade de lieutenant-colonel.

## Biographie
Pierre Denis de La Châtre entra au service comme soldat le 15 février 1781 dans les dragons de Monsieur (13e régiment) commandé par son lointain cousin, le comte de La Châtre-Nançay, et y servit jusqu'au 30 novembre 1787, époque à laquelle il obtint son congé.
Lorsque la Révolution française éclata, et que les étrangers menacèrent l'indépendance de la France, de La Châtre reprit les armes et fut proclamé, le 12 novembre 1792, chef du 2e bataillon de l'Indre, amalgamé, le 1er septembre 1793, dans la 17e demi-brigade d'infanterie de bataille.
Il fit les guerres de 1792 à l'an VI dans les armées de la Vendée et des côtes de Brest. Le 9 pluviôse an III, il était à Guémenée (Morbihan), avec 37 grenadiers de la 17e ; les chouans, au nombre de 1 500, y entrèrent pendant la nuit et se répandirent dans différents quartiers de la ville. Le commandant de La Châtre se rendit sur-le-champ à la caserne, rassembla sa faible garnison et se porta à la rencontre d'une colonne de chouans, qu'il mit en fuite. Pendant qu'il la poursuivait, on vient l'informer qu'une autre colonne se dirigeait sur le château dans l'intention de l'incendier : il abandonne alors la poursuite de l'ennemi, se porte rapidement vers le château, qui contenait une grande quantité de munitions et de subsistances, s'y établit, engage une vive fusillade avec les rebelles et finit par les mettre en déroute. Sa conduite courageuse dans cette circonstance fut mise à l'ordre de l'armée par le général en chef Hoche.
Le 3 thermidor suivant, il contribua puissamment par son intrépidité à la prise du fort Penthièvre (Quiberon), qui fut emporté de vive force. Nommé chef de brigade le 2e jour complémentaire an IV, il organisa et commanda un régiment qui prit son nom.
Le 29 brumaire an V, il s'embarqua sur le vaisseau l'Éole), pour la première expédition d'Irlande, à l'issue de laquelle il revint à l'armée des côtes de Brest, une deuxième expédition ayant été décidée, il s'embarqua de nouveau sur la frégate la Sémillante, le 27 messidor an VI, et se trouva, le 21 vendémiaire an VII, au combat naval qui eut lieu contre les Anglais.
Incorporé avec son grade dans la 47e demi-brigade d'infanterie de ligne le 1er floréal an VII, il fit les campagnes des ans VII et VIII aux armées des Alpes et d'Italie. Le 13 brumaire an VIII, il soutint avec sa demi-brigade l'attaque de Fossano, et protégea la retraite de la division dont il faisait partie. Employé en l'an IX sous les ordres du général Ferino, à la répression du brigandage dans les Basses-Alpes, il contribua par sa fermeté au rétablissement de l'ordre et au maintien de la sécurité publique, et fut envoyé en l'an X à Perpignan, où il tint garnison pendant l'année suivante.
Membre de la Légion d'honneur le 19 frimaire an XII, il en fut créé officier le 25 prairial suivant, et fit partie des troupes rassemblées au camp de Brest pendant les ans XII et XIII.
Il fit à la tête de son régiment les campagnes de 1807 à 1809, en Portugal et en Espagne, fut nommé baron de l'Empire le 19 mars 1808 et désigné pour faire partie du collège électoral de l'Indre.
Passé vers le commencement de 1809 à l'armée d'Allemagne, il fut nommé commandant d'armes de 3e classe le 11 janvier, et maintenu en activité en attendant un emploi vacant. Le 14 décembre de la même année, il fut appelé au commandement de la citadelle d'Alexandrie, et y resta jusqu'au 8 mai 1814, époque à laquelle il rentra en France, où il fut mis en demi-solde, position dans laquelle il demeura jusqu'à son admission à la retraite, qui eut lieu le 26 juin 1816.
Il est mort le 27 juillet 1820.
Sa proximité familiale avec les Carraud, Pérémée et Borget pourrait avoir été à l'origine de la trame générale de La Rabouilleuse. Très différent sur le plan des mœurs et du caractère du personnage de Philippe Bridau, d'Honoré de Balzac, la vie de Pierre-Denis de La Châtre présente cependant de nombreuses et troublantes similitudes avec ce sinistre personnage de la comédie humaine.

## Titres
- 1er Baron Delachastre et de l'Empire (décret du 15 août 1809, lettres patentes du 27 septembre 1810 (Fontainebleau)).

## Décorations
- Légion d'honneur[2] :
  - Légionnaire (19 frimaire an XII), puis,
  - Officier de la Légion d'honneur (25 prairial an XII).

## Armoiries
| Figure | Blasonnement |
|        | Armes de la maison de La Châtre De gueules, à la croix ancrée de vair. |
|        | Armes du baron Delachastre et de l'Empire De gueules coupé d'un trait de sable, au premier chargé d'un lion contourné d'or, au quatrième chargé d'une croix de vair : franc-quartier des barons tirés de l'armée à la filière d'argent au neuvième de l'écu, au deuxième de gueules, à la croix ancrée de vair. Ou, Coupé : au I parti de gueules au lion contourné d'or et du quartier des barons tirés de l'armée ; au II, de gueules, à la croix ancrée de vair. Livrées : rouge, blanc, bleu, jaune. |

## Vie familiale
Fils de Pierre de La Châtre (1736 ✝ 1788), seigneur de Senay et d'Availle, procureur du roi à Issoudun (1780-1788), conseiller de ville (1772-1788), administrateur de l'Hôtel-Dieu (1774-1789), et d'Anne Gaignault (1736 ✝ 1835), Pierre Denis épousa, le 13 avril 1803 à Paris, avec Élisabeth Constance Séonnet (née le 23 juin 1784 - Issoudun). Ensemble, ils eurent :
1. Joséphine  (née en 1804), sans postérité ;
2. Eugénie Constance  (née le 21 février 1805 - Issoudun), sans postérité ;
3. Pierre Charles Alphonse (20 janvier 1807 - Lorient ✝ 11 juin 1844 - hôpital civil de Dijon), 2e baron de La Châtre, capitaine d'infanterie, marié en 1836 avec Adèle Pion, dont postérité féminine ;
4. Ferdinand Louis Auguste (11 juillet 1811 ✝ avant 1820) ;
5. Maurice de La Châtre, dit « Maurice Lachâtre » (14 octobre 1814 - Issoudun ✝ 9 mars 1900 - Paris), 3e baron de La Châtre, homme de lettres et éditeur parisien, marié, le 12 juillet 1848 à Bordeaux, avec Louise Teyssier (née le 26 mars 1828 - Boën-sur-Lignon), dont 
  1. Amélie (16 juillet 1850 - Paris ✝ 1942), mariée le 3 septembre 1879 à Arbanats, avec Joseph Cotton de Bennetot (1852-1917), dont postérité ;
  2. Marie-Victoire  (29 janvier 1867 - 6 novembre 1945) mariée à Georges Miocque sans postérité.